# Sante Rufina e Seconda
Sante Rufina e Seconda är en kyrkobyggnad i Rom, helgad åt de heliga martyrerna Rufina och Secunda. Kyrkan är belägen vid Via della Lungaretta i Rione Trastevere och tillhör församlingen Santa Maria in Trastevere.

## Kyrkans historia
Kyrkans första dokumenterade omnämnande återfinns i en bulla promulgerad av påve Calixtus II den 7 juni 1123, i vilken den uppräknas bland filialerna till kyrkan Santa Maria in Trastevere. Kyrkan förekommer i Catalogo di Cencio Camerario, en förteckning över Roms kyrkor sammanställd av Cencio Savelli år 1192 och bär där namnet sce. Rufine. Kyrkan nämns även i Il catalogo Parigino (1230) som s. Rufina trans Tiberim och i Catalogo di Torino (1320) som Ecclesia sancte Rufine.
Enligt traditionen uppfördes kyrkan på platsen för ett hus som tillhörde Asterius, far till Rufina och Secunda. De två led martyrdöden i Silva Nigra (dagens Selva Candida) nordväst om Rom år 257 e.Kr.
Kyrkan miste sin församlingsrätt i början av 1500-talet och överläts åt spanska mercedarier 1569. År 1611 förlänade påve Paulus V kyrkan åt en av Francesca Montioux reformerad gren av ursulinorden, som lät uppföra ett kloster. Montioux hade kommit till Rom för Jubelåret 1600 och grundade klostret för medellösa flickor, vilka ämnade leva avskilt men inte hade intentionen att gå i ständig klausur och inte hade möjlighet att avlägga eviga löften som nunnor. I början av 1700-talet genomfördes omfattande ombyggnadsarbeten av kyrkan och klostret. Kyrkans medeltida absid nedrevs och kyrkan inkorporerades i själva klosterbyggnaden.
Under den franska ockupationen omkring år 1800 hade nunnorna decimerats i antal och 1833 överläts institutionen av påve Gregorius XVI åt Jesu heliga hjärtas kongregation, Société du Sacré-Cœur de Jésus, grundad av Madeleine-Sophie Barat, vid Santissima Trinità dei Monti. Denna kongregation lät 1843 uppföra ett nytt kloster och en ny kyrka i norra Trastevere, Sacro Cuore di Gesù a Villa Lante.
Sedan 1917 innehas kyrkan Sante Rufina e Seconda av Barmhärtighetssystrarna av Jungfru Marie Obefläckade Avlelse, Suore di Carità dell'Immacolata Concezione d'Ivrea, en organisation grundad 1806 av Antonia Maria Verna (1773–1838), saligförklarad 2011.
Mellan 1973 och 1974 företogs en övergripande restaurering, under vilken interiörutsmyckningen avlägsnades. Ytterligare en restaurering ägde rum mellan 1989 och 1991.

## Kyrkans exteriör
Kyrkan har inte någon egentlig fasad, då den är inlemmad i klosterbyggnaden. Kampanilen med fyra våningar är från 1100-talet.

## Kyrkans interiör
Interiören är en treskeppig emporbasilika med fyra par kolonner. Tre av dessa är av cipollino. Kyrkans högaltare, konsekrerat 1974, vilar på en romersk cippus av carraramarmor. Framsidan bär inskriften:
Bakom högaltaret hänger ett krucifix i trä. Höger sidoaltare är invigt åt de heliga Rufina och Secunda och har en liten oval 1700-talsmålning som föreställer de båda martyrerna. Det vänstra sidoaltaret är invigt åt den saliga Antonia Maria Verna. Över detta hänger en oval målning som framställer den saliga. I höger sidoskepp finns ett monument över Francesca Montioux, med ett porträtt samt polykrom marmordekoration. Monumentet i vänster sidoskepp är rest över Bianca Maria Neri, som avled i klostret 1697.